# AEM Lleida
SE AEM Lleida (acrònim de Secció Esportiva Associació Ex-Alumnes Maristes Lleida), o simplement AEM, és un club de futbol català, el més longeu de la ciutat de Lleida, fundat l'any 1925. El club va ajudar a fundar el Lérida Balompié l'any 1939, juntament amb altres clubs de la ciutat, i els anys següents es va centrar principalment en el futbol base. El club compta amb un equip masculí que no ha avançat més enllà de la lliga regional catalana, tot i que l'AEM Lleida és conegut a nivell nacional sobretot per la secció de futbol femení que juga a Primera Federació.
El 2025, l'AEM va celebrar el centenari de la seva fundació en el seu millor moment, amb el primer equip femení lluitant per pujar a la Lliga F, una xifra rècord de 740 jugadors i essent el club amb més llicències femenines de Catalunya. A més, es va presentar la samarreta del centenari, amb la silueta de la Seu Vella de fons.

## Futbol femení
Des de l'any 2003, l'AEM compta una secció de futbol femení. En futbol base, la secció va ser notícia la temporada 2016/17 quan un equip sub-14 de noies va guanyar la quarta divisió catalana de nois de la seva edat (Segona Divisió Infantil Grup 3). El primer equip femení va arribar a la Segona Divisió la temporada 2013-14. La temporada 2021/22, el nombre d'equips es va reduir a la meitat de 32 a 16. Aquell any també va debutar l'equip a la Copa de la Reina, després de vèncer a l'Elx Club de Futbol per 2-1 a la primera volta, l'AEM va perdre 2-1 a la pròrroga davant el Reial Club Deportiu Espanyol a la segona volta. Actualment milita a la Primera Federació.

## Símbols
L'uniforme consta de samarreta blava, pantaló blanc i mitges blaves.
- Equipament titular: samarreta blava, pantaló blanc, mitges blaves.
- Equipament alternatiu: samarreta vermella, pantaló vermell, mitges vermelles.[8]

## Estadi
L'estadi on juga és el camp Municipal de Recasens que té una capacitat per a 500 espectadors. Per la temporada 2025-2026, atès que era el club de futbol que disputava una lliga en la categoria més alta de la ciutat, es va acordar que passaria a jugar al Camp d'Esports de Lleida.